# Western (película de 2017)
Western es una película dramática coproducida internacionalmente lanzada en 2017. La película fue escrita, producida y dirigida por Valeska Grisebach. Es conocida por haber sido emitida en la sección Un certain regard, del prestigioso Festival de Cannes, en su edición 2017. El largometraje fue bien recibido por la crítica.

## Sinopsis
Meinhard y Vincent, dos trabajadores de la construcción alemanes están contratados para construir una planta hidroeléctrica en una remota zona rural de Bulgaria, cerca de Grecia, donde experimentan un choque de culturas y prejuicios con los habitantes locales.

## Reparto
- Meinhard Neumann como Meinhard.
- Reinhardt Wetrek como Vincent.
- Syuleyman Alilov Letifov como Adrian.
- Veneta Fragnova como Veneta.
- Viara Borisova como Vyara.
- Kevin Bashev como Wanko.

## Producción
El film fue filmado en la rural Petrelik, Provincia de Blagóevgrad. El largometraje fue filmado con casi todos actores poco conocidos.

## Recepción
El film ha recibido una recepción positiva, habiendo cosechado un 95% en Rotten Tomatoes,. La directora del film, Valeska Grisebach ganó el Astor de Plata a Mejor Directora en el Festival de Cine Internacional de Mar del Plata.